# Reginald Turner
Reginald "Reggie" Turner (2 de junio de 1869 - 7 de diciembre de 1938) fue escritor, esteta y miembro del círculo de Oscar Wilde. Trabajó como periodista, escribió doce novelas y su correspondencia ha sido publicada, pero es más conocido por ser uno de los pocos amigos que siguieron siendo leales a Wilde cuando este fue encarcelado, y que lo apoyó después de su liberación.

## Biografía
Turner nunca supo quiénes fueron sus padres, ya que era ilegítimo. Fue educado por la familia Levy-Lawson, propietarios del periódico, The Daily Telegraph. Asistió al Hurstpierpoint College y al Merton College, Oxford. Al dejar Oxford, trabajó para The Daily Telegraph, donde inauguró la columna de cotilleos del periódico. Entre 1901 y 1911, publicó una docena de novelas. Ninguno de ellas causó una gran impresión. De hecho, Turner señaló que no era difícil conseguir la primera edición de sus obras, sino la segunda, aunque al menos tres de sus novelas fueron reimpresas. Su biógrafo, Stanley Weintraub, comenta que las circunstancias del nacimiento de Turner, que recuerdan a H.M.S. Pinafore y a La importancia de llamarse Ernesto, se reflejan en su obra de ficción, a veces con humor y con seriedad en otras ocasiones.
Además de Wilde, entre los amigos de Turner se encontraban Max Beerbohm, Lord Alfred Douglas, H. G. Wells, Arnold Bennett, Somerset Maugham, D.H. Lawrence, Osbert Sitwell y otros protagonistas de la escena literaria de Londres de finales del siglo XIX y comienzos del XX. S.N. Behrman, dijo de él: "Era uno de esos hombres que hablan de forma angelical y escriben de forma vulgar". Harold Acton pensaba igual cuando escribió sobre las dotes de conversación de Turner, "Uno se olvidaba de comer mientras él daba rienda suelta a sus fantasías." Beerbohm dijo, "sería elocuente incluso aunque fuera mudo", y Maugham escribió: "Reggie Turner ha sido, en general, el hombre más divertido que he conocido."
En las novelas de Turner aparecen los retratos de sus contemporáneos y el del propio autor ("Reginald Cobbler", en Castles in Kensington). Otros personajes a los que reflejó en sus novelas fueron Henry James, Ada Leverson, Bernard Berenson, Joseph Duveen y Anthony Hope. Osbert Sitwell incluyó una versión satírica de Turner, "Algy Braithwaite," en sus versos On the Continent "donde quiera que iba, se llevaba con él / El atmósfera de Londres de 1890." Turner sirvió como modelo para el personaje "little Algy. Constable" en la novela de Lawrence Aaron's Rod.
Turner fue uno de los pocos del círculo original que permaneció junto a Wilde tras su salida de la cárcel y estuvo a su lado cuando murió. Beerbohm narra cómo, pocos días antes de la muerte de Wilde, Turner había encontrado a Wilde muy deprimido por una pesadilla. "Soñé que había muerto, ¡y que estaba cenando los muertos!", dijo Wilde. "Estoy seguro", Turner respondió, "que debías de haber sido el alma de la fiesta." Turner, junto a Robert Ross y Frank Harris, apoyó a Wilde hasta el final. Después del juicio de Wilde, Ross perdió el contacto con Cyril y Vyvyan, los hijos de Wilde. En su primera encuentro con Vyvyan Holland (se llamaba entonces el hijo de Wilde) a Ross lo acompañaban Beerbohm y Turner - "un encuentro muy emotivo", recordó más tarde Holland.
La correspondencia de Oscar Wilde y Reginald Turner es la base de la Colección Oscar Wilde de Lady Eccles en la Biblioteca Británica, que más tarde fue ampliada con material procedente de otras fuentes.
Después de la muerte de Wilde, Turner, que era homosexual, se sintió poco vinculado con Inglaterra. Weintraub escribe: "Se sintió distanciado de una Inglaterra que había conducido a la muerte Oscar y se dio cuenta de que parte de la hostilidad hacia Wilde podía dirigirse entonces hacia los que habían estado junto a él y de los que se sospechaba de forma similar." A partir de entonces, Turner se instaló en el extranjero durante la mayor parte del tiempo. Las ganancias por los derechos de autor de sus novelas fueron modestas, pero junto con los ingresos que le proporcionaba la familia Levy-Lawson, fueron suficientes para mantenerse en París y en los centros turísticos franceses. En sus últimos años vivió en Florencia, donde murió a la edad de 69 años.

## Novelas de Turner
- Cynthia's Damages. A story of the stage (Los daños de Cynthia. Una historia del escenario) (1901). Greening & Co, Londres
- The Comedy of Progress - A novel (La comedia del progreso - Una novela) (1902). Greening & Co
- Castles in Kensington (Castillos de Kensington) (1904). Greening & Co
- Dorothy Raeburn - A novel (Dorothy Raeburn - Una novela) (1905). Greening & Co
- Peace on Earth - A novel(Paz en la Tierra - Una novela) (1905). Alston Rivers, Londres
- The Steeple - A novel(El Campanario - Una novela) (1905). Greening & Co
- Davry's Affairs (Los asuntos de Davry) (1906). Greening & Co
- Uncle Peaceable - A comedy (Tío Peaceable - Una comedia) (1906). Greening & Co
- Imperial Brown of Brixton (1908). Chapman & Hall, Londres
- Samson Unshorn (Sansón sin trasquilar) (1909). Chapman & Hall
- Count Florio and Phyllis K. (El conde Florio y Phyllis K. (1910). Chapman & Hall
- King Phillip the Gay (El rey Felipe el Alegre) (1911). Greening & Co